# أبو دنقاش
قرية أبو دنقاش هي إحدى القرى التابعة لمركز أبشواي في محافظة الفيوم في جمهورية مصر العربية. حسب إحصاءات سنة 2006، بلغ إجمالي السكان في أبو دنقاش 10273 نسمة، منهم 5334 رجلا و4939 امرأة.